# Cinta Desintegrable M13

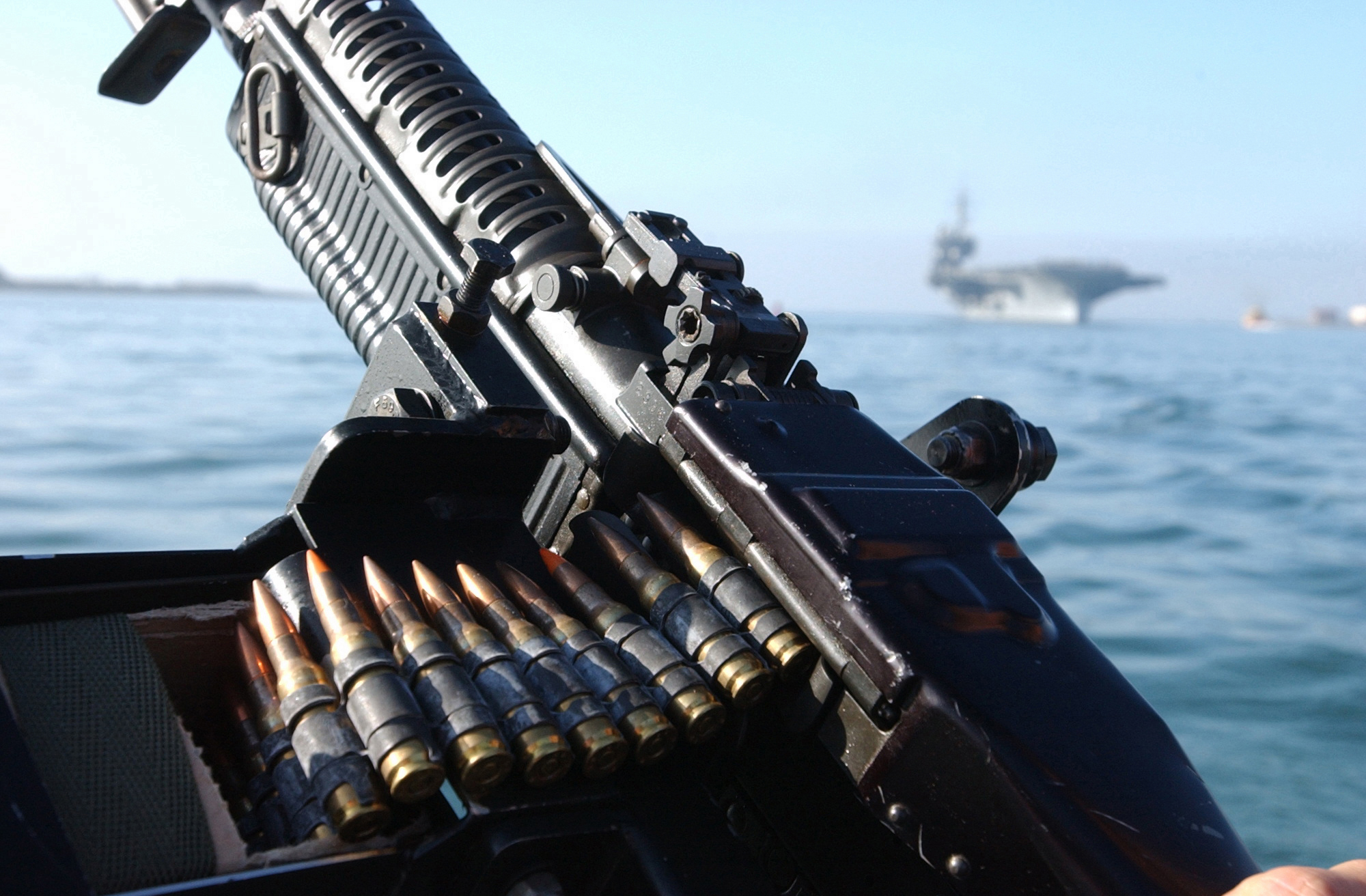
Una M60 a bordo de una lancha patrullera de la Armada. El USS Constellation (CV-64) es visible a la distancia, julio de 2002; los eslabones desintegrables de la cinta M13 conectan y mantienen juntos los cartuchos, permitiendo alimentar al arma. La bala de cada quinto cartucho tiene su punta pintada de color naranja, indicando que aquellos cartuchos son trazadores.

La M13, siendo su designación oficial Cinta Desintegrable M13, es una cinta de eslabón desintegrable diseñada para usarse en ametralladoras. Se introdujo a mediados del siglo XX. Es el principal tipo de cinta para ametralladoras estadounidenses y de países miembros de la OTAN, que disparan el cartucho 7,62 x 51 OTAN. Ha sido empleada por más de 50 años en diversos modelos de ametralladoras, tales como la Dillon M134D, la M60, la FN MAG, la AAT-52, la Heckler & Koch HK21 y la MG3, entre otras.
El lado izquierdo de un eslabón tiene un bucle semicircular que sostendrá el casquillo del cartucho por debajo de su hombro, y una extensión en el lado derecho que forma dos bucles similares, los cuales fueron diseñados para encajar entre los dos bucles del lado derecho del siguiente eslabón, el cual tiene una pequeña lengüeta metálica que se extiende hasta la base del casquillo y se encaja en la ranura de extracción de este. Al contrario de la vieja cinta M1, que unía los cartuchos por el cuello del casquillo, la cinta M13 une los cartuchos desde la mitad del casquillo hasta el culote. Esto fue diseñado así para que al apretar el gatillo de la ametralladora, su cerrojo pueda extraerlo desde abajo de la cinta, lo introduzca en la recámara, dispare, lo extraiga y lo eyecte. El trinquete de alimentación de la ametralladora jalará la cinta hacia la derecha mientras el arma dispare o sea amartillada, enviando el eslabón suelto al lado derecho del cajón de mecanismos, donde el casquillo vacío también es eyectado, normalmente desde una portilla de eyección separada de la del eslabón.
La cinta M13 reemplazó a la cinta M1 empleada en la vieja ametralladora Browning M1917 y las ametralladoras de la serie Browning M1919, a pesar de que se hicieron conversiones de la M1919 para emplear la cinta M13, tales como la ametralladora Mark 21 Mod 0 de la Armada estadounidense, que fue empleada en la Guerra de Vietnam. Una vez que fue modificada, ya no puede emplear otros tipos de cinta, porque las ametralladoras que emplean la cinta M13 no son retrocompatibles con la cinta M1 (u otros sistemas). La cinta M27 es de menor tamaño, pero tiene el mismo diseño y es empleada en las ametralladoras de 5,56 mm, como la M249 SAW.
Algunos países le cambiaron su designación al momento de adoptarla.